# Strange Days
Strange Days er titlen på bandet The Doors' andet album; udgivet i oktober 1967 på selskabet Elektra. Pladen, som er produceret af Paul A. Rothchild, blev indspillet fra maj til august samme år som den blev udgivet. 
Albummet indeholder delvist kompositioner som ikke fik plads på bandets selvbetitlede debut pga. deres store produktion, deriblandt "Moonlight Drive", "Horse Latitudes", "Unhappy Girl" og "When the Music's Over" m.fl. 

## Track liste
1. "Strange Days" – 3:10
2. "You're Lost Little Girl" – 3:03
3. "Love Me Two Times" – 3:17
4. "Unhappy Girl" – 2:00
5. "Horse Latitudes (The Doors sang)" – 1:35
6. "Moonlight Drive" – 3:04
7. "People Are Strange" – 2:12
8. "My Eyes Have Seen You" – 2:29
9. "I Can't See Your Face in My Mind" – 3:26
10. "When the Music's Over" – 11:00